# Cordelia minerva
Cordelia minerva is een vlinder uit de familie van de Lycaenidae. De wetenschappelijke naam van de soort werd als Dipsas minerva in 1890 gepubliceerd door Leech.